# إدوارد جون دريك
إدوارد جون دريك (بالإنجليزية: Edward John Drake)‏(من مواليد 26 ديسمبر 1990) هو كاتب سيناريو ومخرج أفلام أسترالي مقيم في لوس أنجلوس، كاليفورنيا.

## روابط خارجية
- إدوارد جون دريك على موقع IMDb (الإنجليزية)
- إدوارد جون دريك على موقع قاعدة بيانات الفيلم (الإنجليزية)